# Ruspolia decurrens
Ruspolia decurrens är en akantusväxtart som först beskrevs av Ferdinand von Hochstetter och Christian Gottfried Daniel Nees von Esenbeck, och fick sitt nu gällande namn av Milne-redhead. Ruspolia decurrens ingår i släktet Ruspolia och familjen akantusväxter. Inga underarter finns listade i Catalogue of Life.